# Liste des phares au Minnesota

Carte du Minnesota

La liste des phares au Minnesota dresse la liste des phares de l'État américain du Minnesota répertoriés par la United States Coast Guard. Les phares sont situés sur le littoral du lac Érié et à l'estuaire de la Delaware.
Les aides à la navigation dans le Wisconsin sont gérées par le cinquième district de l' United States Coast Guard , mais la propriété (et parfois l’exploitation) de phares historiques a été transférée aux autorités et aux organisations de préservation locales.
Leur préservation est assurée par le National Park Service ou par des propriétaires privés et sont répertoriés au Registre national des lieux historiques (*).

## Lac Supérieur

### Comté de Cook
- Phare de Grand Marais

### Comté de Lake
- Phare de Split Rock *
- Phare de Two Harbors *
- Phare du brise-lames de Two Harbors

### Comté de St. Louis
- Phare de la jetée nord de Duluth *
- phare intérieur du brise-lames sud de Duluth *
- Phare extérieur du brise-lames sud de Duluth *
- Phare de Minnesota Point *